# François Chopart

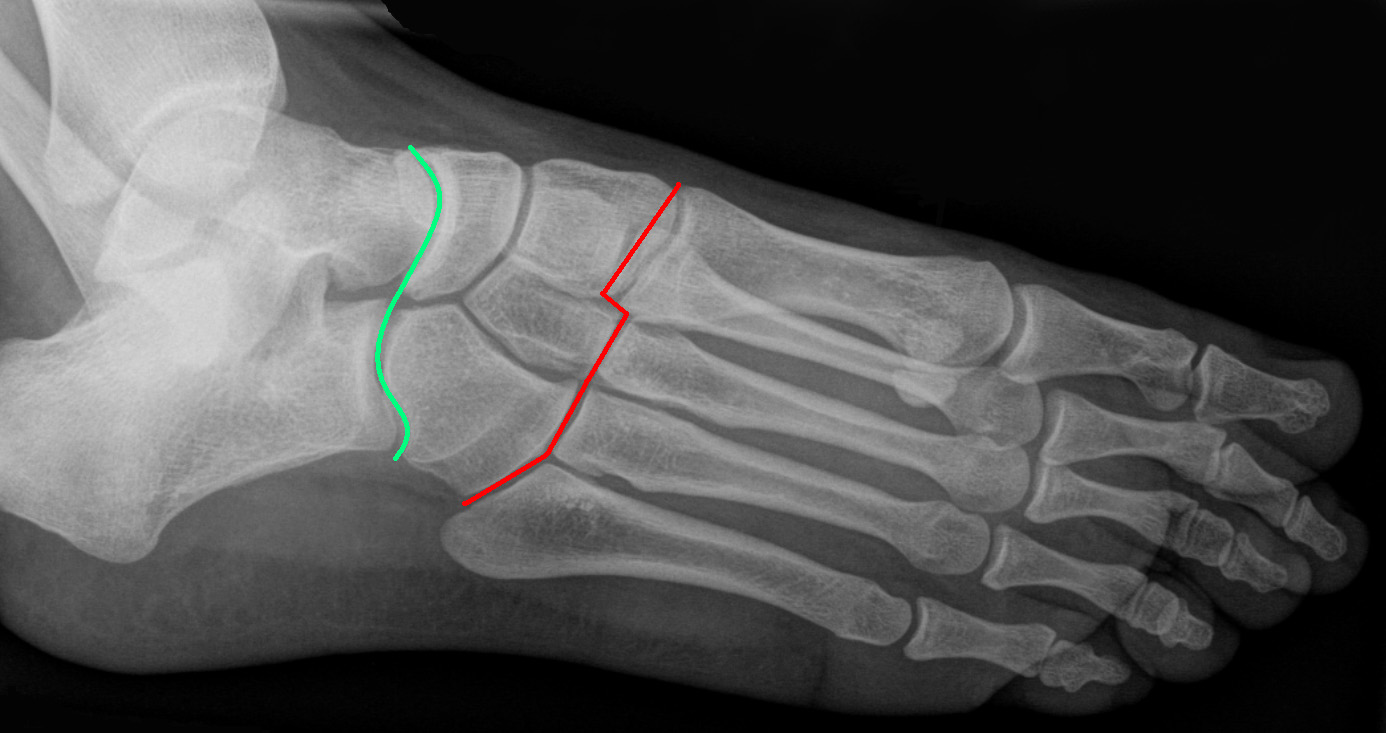
Choparts ledlinje utmärkt i grönt, och Jacques Lisfrancs ledlinje i rött, på en röntgenbild av en fot.

François Chopart, född 30 oktober 1743 i Paris död där 9 juni 1795, var en fransk kirurg.
Chopart blev 1771 professor vid École pratique, utgav 1780 tillsammans med Pierre Joseph Desault Traité des maladies chirurgicales et des opérations, qui leur conviennent (två band) och blev slutligen professor i kirurgisk patologi. 
Choparts förnämsta arbete, Traité des maladies des voies urinaires (två band), utkom 1791, och året därpå publicerade hans lärjunge Laffiteau hans 1791 inventerade metod för amputation av foten. Denna så kallade Choparts operation utförs i leden mellan språng- och hälbenet å ena sidan och de främre vristbenen å den andra, Choparts ledlinje. Hela övre delen av foten framom nämnda led tas bort, under det att den undre delen (fotsulan) bibehålles ända fram till tårna och därefter vikes upp för att tjäna till betäckning för den återstående stumpen av foten. 